# كليف كولين
كليف كولين هو سياسي كندي، ولد في 8 نوفمبر 1962. حزبياً، نشط في Progressive Conservative Party of Manitoba ‏. وقد انتخب عضو المجلس التنفيذي لمانيتوبا ‏.